# RNK Split
RNK Split (Radnički nogometni klub Split, dt. Arbeiter-Fußballverein Split) ist ein Fußballverein aus Kroatien.

## Geschichte
Gegründet am 16. April 1912 unter dem Namen HRŠD Anarh im Stadtteil Veli Varoš von Split, also ein Jahr nach dem bekannteren Stadtrivalen Hajduk, wurde der Verein bald nach dem Attentat von Sarajevo zwangsweise aufgelöst, weil sich die Mitglieder weigerten, eine Fahne mit Trauerflor aus dem Fenster zu hängen.
Nach dem Zerfall Österreich-Ungarns erfolgte die Neugründung im neuen Staat Königreich der Serben, Kroaten und Slowenen mehrere Male unter unterschiedlichen Namen und teilweise unter Zusammenschluss mit anderen Vereinen. Die Namensänderungen hielten auch während des Zweiten Weltkriegs und in den Jahren danach an, bis im Januar 1953 die Umbenennung in Radničko sportsko društvo Split erfolgte und anschließend Aufstiege 1953, 1955 und 1957 gelangen, die den Verein in die erste jugoslawische Liga führten, deren Teil er in den Spielzeiten 1957/58 und 1960/61 war. 1960/61 gelang mit der Teilnahme am Halbfinale der weiteste Vorstoß im jugoslawischen Vereinspokal. 1992 war der RNK Split Gründungsmitglied der 2. HNL, 1997 und 1998 gelang die Meisterschaft in der Staffel Süd.
RNK Split wurde 2009/10 Meister der 2. HNL und spielte somit in der Saison 2010/11 nach 49 Jahren wieder in der Ersten Liga. Dort belegte der Klub in seiner Premierensaison den 3. Platz und qualifizierte sich für die UEFA Europa League.
Nach der Saison 2016/17 stieg man als Tabellenletzter und nach Lizenzentzug in die dritte kroatische Liga ab.

## Spieler
- Stanko Poklepović (195?)
- Tomislav Ivić (1953–1957)
- Tonči Gabrić (19??–1979) Jugend, (1979–1981, 1982–1985) Spieler,
- Damir Burić (1984–1988)
- Ivica Vastić (1990–1991)
- Ante Rebić (2010–2013)

## Trainer
- Tomislav Ivić (1967–1968)